# رودابانیا
رودابانیا (به مجاری:  Rudabánya) یک منطقهٔ مسکونی در مجارستان است که در ناحیه کازینتس‌بارتسیکا واقع شده‌است. رودابانیا ۱۶٫۴۶ کیلومتر مربع مساحت و ۲٬۷۲۱ نفر جمعیت دارد.

## خواهرخوانده
شهرهای بورسه (رومانی) و دبشینا خواهرخوانده‌های رودابانیا هستند.